# Ferinestrix
Ferinestrix è un genere estinto di mustelide carnivoro dalle affinità enigmatiche. Visse nel Pliocene in Nordamerica e Asia.

## Descrizione
Ferinestrix si distingue per la sua taglia maggiore rispetto ad altri membri della sottofamiglia Melinae e per la sua marcata adattabilità a una dieta ipercarnivora. L’analisi della sua morfologia dentale suggerisce un’evoluzione convergente verso un aumento del consumo di carne. Ferinestrix possedeva una mandibola corta, con premolari molto ravvicinati e un condilo mandibolare ampio. Il carnassiale inferiore era dotato di una parte tagliente molto sviluppata e anche di un'ampia superficie triturante. In generale, Ferinestrix doveva essere più grande e robusto dell'attuale ghiottone (Gulo gulo), ma l'aspetto doveva essere molto simile.

## Scoperta e classificazione
La prima specie nota, Ferinestrix vorax, è stata descritta sulla base di una mandibola parziale e un femore ritrovati nei depositi dello Hagerman Fossil Beds National Monument, in Idaho (USA), risalenti a un periodo compreso tra 3,2 e 3,6 milioni di anni fa. Successivamente è stata identificata una seconda specie, Ferinestrix rapax, basata su 80 resti cranici e dentari provenienti dai depositi di Udunga, nella regione della Transbaikalia, in Russia, datati tra 3,1 e 3,6 milioni di anni fa.
Inizialmente Ferinestrix era considerato un rappresentante aberrante della sottofamiglia Mellivorinae.  
Studi filogenetici più recenti indicano che Ferinestrix appartiene alla sottofamiglia Melinae, che include i tassi moderni, ma rappresenta un lignaggio basale rispetto alle forme attuali. Questo genere è il più grande e il più carnivoro tra i melini noti.

## Distribuzione ed evoluzione
Si suppone che l’origine di Ferinestrix sia avvenuta in Asia, con una successiva migrazione in Nord America avvenuta tra l’inizio (Zancleano) e la fine (Piacenziano) del Pliocene. Entrambe le specie, F. vorax in Nord America e F. rapax in Asia, sembrano aver seguito traiettorie evolutive parallele, sviluppando adattamenti simili verso una dieta più carnivora.

## Paleoecologia
La morfologia della dentatura indica che Ferinestrix possedeva abitudini sia predatorie che saprofaghe. La scarsità dei fossili di questo animale suggerisce che fosse solitario e avesse una bassa densità di popolazione.